# Añaterve Cruz
Añaterve Cruz Espinosa (Las Palmas de Gran Canaria, España, 11 de mayo de 1986) es un jugador de baloncesto español. Su altura es 1,96 metros y ocupa en la cancha la posición de alero.

## Trayectoria profesional
Comenzó a formar parte del Club Baloncesto Gran Canaria en el año 1999, y desde entonces participó en todas las categorías de formación de la entidad. En 2007 emigró al Club Baloncesto Tartesso jerezano, y jugó en distintos equipos de LEB Plata hasta el verano de 2012, cuando retornó al conjunto amarillo.
Debutó en la Liga ACB en la temporada 2013/2014 con el Herbalife Gran Canaria, disputando dos partidos.
En la temporada 2014/15 militó en las filas del Cáceres Patrimonio de la Humanidad, logrando el ascenso a LEB Oro, continuando en el equipo la siguiente campaña (2015/16).
Actualmente juega en el Bàsquet Son Servera (1a autonómica balear) Tras jugar en elBasket Muro, equipo de Liga EBA.

## Clubs
- Categorías inferiores. CB Gran Canaria.
- 2004-05. Fadesa Gran Canaria. EBA.
- 2005-06. Fadesa Gran Canaria. EBA.
- 2006-07. Dunas Hotels Gran Canaria. EBA.
- 2007-08. Canasta Unibasket Jerez. LEB Bronce.
- 2008-09. Canasta Unibasket Jerez. LEB Plata.
- 2009-10. Plasencia Extremadura. LEB Plata.
- 2010-11. Leyma Natura Coruña. LEB Plata.
- 2011-12. Fontedoso Carrefour El Bulevar Ávila. LEB Plata.
- 2012-13. Gran Canaria 2014. LEB Plata.
- 2013-14. Herbalife Gran Canaria. Liga Endesa y Copa del Rey. Abandona el equipo en febrero
- 2014. Palma Air Europa. LEB Plata.
- 2014-16. Cáceres Patrimonio de la Humanidad. LEB Oro.
- 2016-17 Basket Muro. Liga EBA.
- 2017-18 Són Servera Bàsquet. 1a autonòmica Balear